# Nono Monzuluku
Honoré Monzuluku Mombele dit Nono Monzuluku, né le 1er janvier 1960 au Congo belge et mort le 10 janvier 2024, au Blanc-Mesnil (France), est un animateur, compositeur et musicien congolais.

## Carrière
D'abord membre du groupe folklorique Bana Odéon, il rejoint Zaïko Langa Langa en août 1982 (aux côtés de ses collègues Bébé Atalaku et Djerba Mandjeku) et devient le premier (avec Bébé Atalaku) animateur (atalaku) de l'histoire, ainsi que l'un des pionniers de l'animation dans la musique congolaise moderne.
Il participe ensuite à de nombreux albums de Zaïko Langa Langa à partir de 1983, notamment Zekete Zekete 2e Épisode, Nippon Banzai, Jetez l'éponge et Avis de Recherche.
Après plus de 35 ans de carrière, en octobre 2021, il sort son premier et unique single Mosisa.

## Discographie

### Singles
- 2021 : Mosisa

### Albums auxquels il a contribué en tant que membre de Zaïko Langa Langa
- 1983 : Zekete Zekete 2e épisode
- 1984 : On gagne le procès
- 1984 : Zaïko Langa Langa en Europe
- 1985 : Zaïko Eyi Nkisi
- 1985 : Tala modèle échanger
- 1986 : Pusa Kuna ! Serrez Serrez
- 1986 : Eh Ngoss ! Eh Ngoss ! Eh Ngoss !
- 1986 : Nippon Banzai
- 1987 : Zaïko Langa Langa à Bongoville
- 1987 : Papa Omar
- 1987 : Subissez les conséquences
- 1989 : Jetez l'éponge
- 1990 : Ici ça va… Fungola motema
- 1991 : Jamais sans nous
- 1995 : Avis de recherche
- 1996 : Sans issue
- 1997 : Backline Lesson One
- 1998 : Nous y sommes
- 1999 : Poison
- 2001 : Feeling
- 2002 : Eûreka !